# Cservenák Benjámin
Cservenák Benjámin (Tótpelsőc, 1816. október 9. – Bodony, 1842. június 15.) evangélikus teológushallgató.

## Élete
Atyja a latin nyelv tanára volt; tanult szülőhelyén, azután Losoncra küldték a magyar nyelv megtanulása végett; 1839-ben a hallei egyetemen a bölcseletet és theologiát hallgatta s 1844-ben nyelvek tanulása végett Boroszlóba ment; 1841-ben megbetegedett és Bodonyba, Nógrád megyébe költözött bátyjához, Cservenák Károly tanítóhoz. Bodonyban halt meg a következő évben.

## Munkái
- Zrcadlo slovenska. Pest, 1844 (Szlovákok tüköre. Megyarország története tót szellemben írva, melyet Hurban M. József hluboki ev. lelkész adott ki bevezetéssel és a szerző életrajzával)
- Irt még egy szlovák nyelvű egyháztörténetet is, de ennek megjelenéséről nincs pontos adatunk